# Kleine oorworm
De kleine oorworm (Labia minor) is een insect dat behoort tot de orde van de oorwormen (Dermaptera). 

## Kenmerken
Deze zeer kleine soort bereikt zelden een lengte van meer dan 7 millimeter, inclusief de tangachtige lichaamsaanhangsels of cerci. De cerci van vrouwtjes zijn korter dan die van mannetjes. De vleugels zijn bij deze soort goed ontwikkeld, de vergrote achtervleugels zijn opgevouwen onder de relatief kleine voorvleugels. 

## Leefwijze
De kleine oorworm vliegt veel en kan 's nachts regelmatig worden aangetroffen rond een lichtbron. Met behulp van de cerci aan het achterlijf worden de vleugels weer opgevouwen. Het voedsel bestaat uit rottend materiaal maar ook de diertjes die hierin leven worden gegeten, zoals maden.

## Verspreiding en leefgebied
De oorworm heeft een vrijwel wereldwijde verspreiding, de soort wordt vaak aangetroffen bij mesthopen.